# Мацуда, Норико
Норико Мацуда (яп. 松田紀子, англ. Noriko Matsuda; р. 5 марта 1952, Кусиро, префектура Хоккайдо, Япония) — японская волейболистка, нападающая. Чемпионка летних Олимпийских игр 1976 года.

## Биография
Волейболом Норико Мацуда начала заниматься в родном городе Кусиро. До 1971 выступала за команду высшей коммерческой школы префектуры Хоккайдо, после чего была приглашена в одну из сильнейших команд страны — «Хитати Мусаси», главным тренером которой работал наставник сборной Японии Сигэо Ямада и где позже была сконцентрирована значительная часть волейболисток национальной команды. В составе «Хитати» Мацуда 5 раз становилась чемпионкой страны.
В 1974—1977 Мацуда выступала за сборную Японии, выиграв в её составе золотые награды всех четырёх турниров, в которых принимала участие. В их числе Олимпиада-1976 и Кубок мира 1977. В розыгрыше Кубка мира, прошедшего впервые в Японии, Мацуда была признана лучшей связующей.
В 1978 волейболистка приняла решение о завершении игровой карьеры, но в 1983 вернулась на поле и ещё два сезона отыграла в команде «Дайэй Аттакерс». В 1985 году вышла в свет её книга.  

### Клубная карьера
- ...—1971 —  «Хоккайдо Кусиро коммерсл хай скул» (Кусиро);
- 1971—1978 —  «Хитати Мусаси» (Кодайра);
- 1983—1985 —  «Дайэй Аттакерс» (Кобе).

## Достижения

### Клубные
- 5-кратная чемпионка Японии — 1974—1978;
  - двукратный серебряный (1971, 1973) и бронзовый (1972) призёр чемпионатов Японии.

### Со сборной Японии
- Олимпийская чемпионка 1976;
- победитель розыгрыша Кубка мира 1977.
- чемпионка Азиатских игр 1974.
- чемпионка Азии 1975.

### Индивидуальные
- 1977: лучшая связующая Кубка мира.